# Budovy sanatoria ve Vyšných Hágách

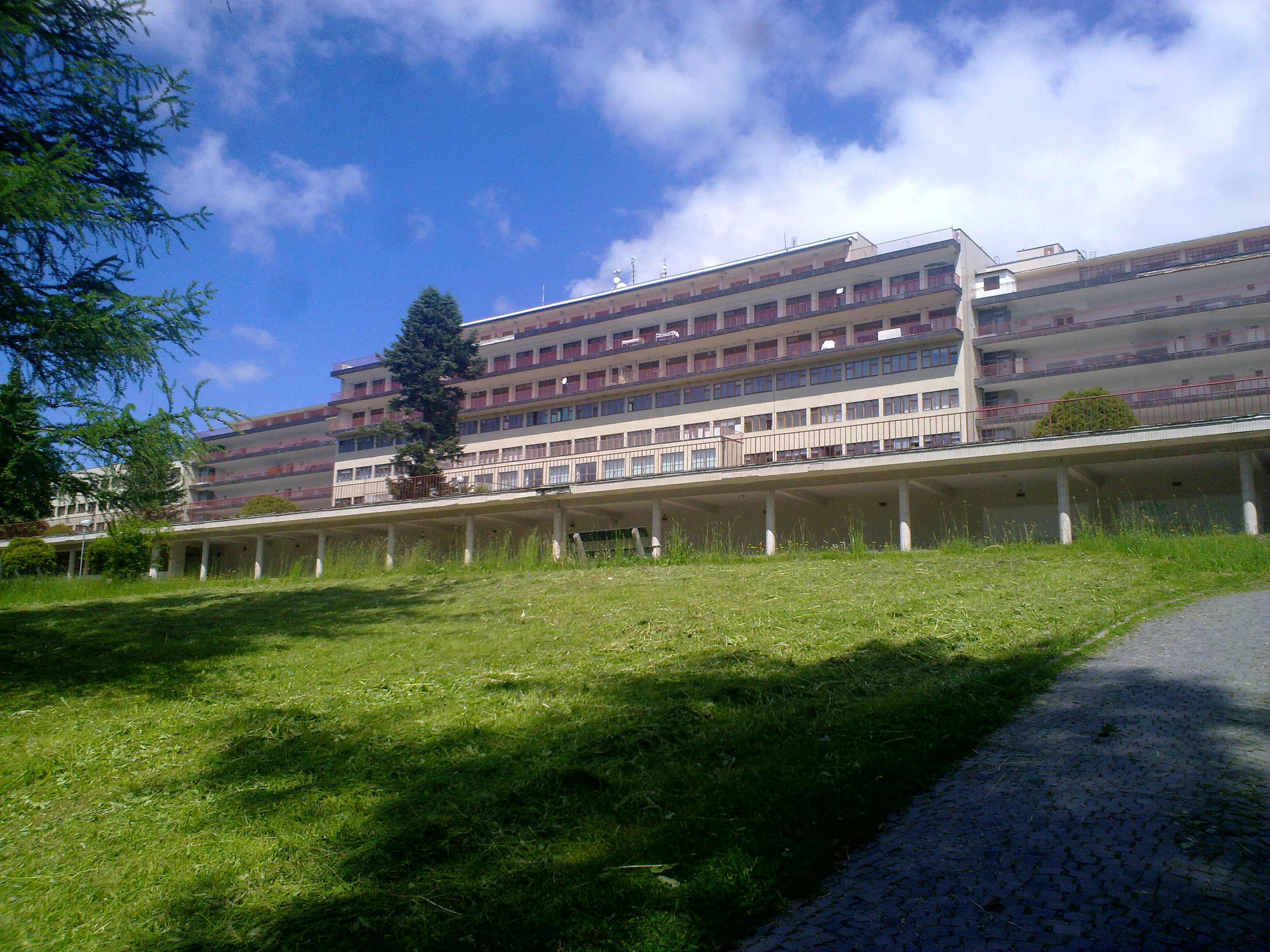
Hlavní budova sanatoria

Budovy sanatoria ve Vyšných Hágách je komplex, ve kterém sídlí Národní ústav tuberkulózy, plicních chorob a hrudní chirurgie.
Stavba byla realizována v letech 1934–1938. Tvoří téměř zachovalý urbanistický soubor třinácti budov, funkčně i velikostí rozdílných, které přesto provozně souvisí, se nachází ve vysokohorském prostředí v tatranské osadě Vyšné Hágy. Léčebný ústav má mnoho vlastností, které jej připodobňují svébytnému sídelnímu útvaru.
Komplex třinácti budov sanatoria k léčbě tuberkulózy se rozkládá na jižním úbočí tatranského  masivu, v nadmořské výšce od 1100 do 1170 metrů. V rámci státu se léčebna vyznačuje několika superlativy: největší, nejkomplexnější vybavená, nejvýše položená (1125 m n. m.) a nakonec dosud stále nejmodernější. Areál léčebny má rozlohu téměř 62 hektarů, je obklopen a zčásti i pokrytý jehličnatým lesem. Celý urbanistický soubor je v jistém smyslu soběstačnou osadou, a to i přes skutečnost, že druhá světová válka zmařila výstavbu původně plánovaného hotelu pro příbuzné a návštěvy pacientů i výstavbu velké ubytovny pro zaměstnance.

## Hodnocení objektu
Hodnocení objektu kolísá mezi úžasem příznivce funkcionalismu vůči velkoryse modernímu a rozsáhlému gestu, až po despekt těch, kteří zdůrazňují konflikt s prostředím a lidskou mírou. Na tomto komplexu lze identifikovat úspěšnost velkorysých záměrů funkcionalistické moderny. Představa velkého dělnického sanatoria, kde by se léčila nemoc, která byla nejčastější příčinou úmrtí v třicátých letech v ČSR, vedla pražskou Ústřední sociální pojišťovnu pojišťovnu k rozhodnutí zakoupit pozemek na jeho výstavbu.

## Soutěž
Výstavba sanatorií a léčebných ústavů ve Vysokých Tatrách byla prakticky výhradní doménou pražských architektů. Domácí architekti se účastnili pouze na soukromých a zejména drobnějších akcích.
Soutěž na stavbu sanatoria pro Ústřední sociální pojišťovnu byla vypsaná v roce 1932 a zúčastnilo se jí 46 projektů. Jedenáctičlenná porota se nakonec rozhodla neudělit žádnou ze stanovených cen a místo toho udělila tři ceny v hodnotě 25 000 Kč bez určení pořadí, a dále doporučila zakoupit čtyři projekty po 10 000 Kč a dalších pět projektů ocenit částkou 7000 Kč. Tři nejvýše hodnocené projekty vyšly z rukou architektů Františka Čermáka a Gustava Paula (projekt s heslem "EON"), architektky Augusty Müllerové (projekt s heslem "cap") a architektů Františka Libry a Jiřího Kana, který vznikl ve spolupráci s plicním lékařem MUDr. Soběslavem Sobkem (projekt s heslem "Technik + lékař"). Soutěžní projekty byly ve dnech 20. až 31. prosince 1932 vystaveny v paláci Pražských vzorkových veletrhů.
Celá soutěž, která se na toto sanatorium vypsala, byla bohužel bez účasti architektů ze Slovenska. Je příkladem toho, jak se exportovaly v Praze avantgardní myšlenky i pražský centralismus. Avantgarda vnímala příležitost navrhnout a postavit velký a členitý komplex jako manifestaci ideálů moderny. Šlo o sociálně pozitivní projekt a současně o vícefunkční komplex, ve kterém se dal dobře realizovat ideál moderny - rozčlenění funkcí. Jádro problému, jak jej popisoval časopis Stavba, bylo v tom, že oproti symetrické kompozici, která ztělesňovala historicky formalistické řešení, avantgarda preferovala asymetrické uspořádání hmot. V této zdánlivě formální stránce problému se koncentroval zápas za novou architekturu. Porota nakonec zvolila symetrické řešení. Nakonec se uskutečnil návrh architektů Františka Libry (1891–1958) a Jiřího Kana (1895–1944), který se skládá z mohutného a dlouhého, symetrického hlavního bloku. Na severní stranu má připojeny čtyři krátká příčná křídla a uprostřed delší vstupní křídlo. Jejich spolupracovník při zpracování projektu, doktor Soběslav Sobek, se stal prvním ředitelem sanatoria.

## Dispozice
Realizovaný komplex řeší v čistém monobloku, členěném v hlavním korpusu do tří symetricky řešených částí, pro hlavní sanatoriích provozu. Složitá dispozice je řešena v jasném skeletového rastru a z novodobých kvalitních materiálů v příkladném řemeslném provedení. Ve výtvarném projevu jsou nevšedně přesvědčivě zvýrazněny všechny základní funkční elementy, které v komplexním hodnocení zařazují tuto stavbu mezi světové špičkové příklady funkcionalistické architektury. K monobloku jsou přičleněny pomocné provozy a bytová výstavba, které nedosahují úrovně hlavního objektu ani z urbanistického hlediska, ani v celkovém provedení.

## Fáze výstavby
Organizace výstavby se členila na dvě základní fáze. V první etapě (1934–1935) udělali přípravu území včetně vybudování přístupové horské cesty, vlečky a složité infrastruktury. Ve druhé etapě (1935–1938) postavili léčebné, hospodářské a ubytovací objekty: hlavní léčebná budova, infekční pavilon, prosekturu, centrální kotelna s elektrárnou, dílny, prádelna, garáže, skleník, vrátnice a čtyři budovy na ubytování zaměstnanců. Hlavní léčebný monoblok, s půdorysnou osnovou připomínající letadlo, je zformován navenek symetricky podle osy kolmé na vrstevnice. Počty podlaží kolísají od 1 do 9 a délka jižního lůžkového traktu dosahuje 270 metrů. Ústřední monoblok byl navržen na kapacitu 500 hospitalizovaných pacientů, obsahuje vysokostandardní léčebný komplement prostory na přípravu a konzumaci stravy pro pacienty i personál, obchody, poštu, telefonní ústřednu, holičství, divadelní sál se 600 sedadly, rozsáhlé klubové a jiné společenské prostory, otevřené odpočívárny .

## Hmotově-prostorová skladba
Každý z třinácti objektů urbanistického celku je svébytným architektonickým dílem s výraznými znaky funkcionalistické architektury. Jednotný autorský rukopis se projevuje horizontality hmot i členění jejich povrchů, plochými střechami, střídmou barevností, citlivým osazením do terénu. Hlavní objekt, který se díky velikosti jediný uplatňuje jako viditelný a závažná složka obrazu země, je samozřejmě reprezentativní vzorníkem znaků autorského rukopisu.

## Konstrukční řešení
Konstrukční řešení využily přednosti železobetonového skeletu, pro výplňové zdivo byly vyvinuty, vyrobeny a použity speciální cihly. Hlavní budovu izolovali korkem a obložili kvalitními fasádovými obkladačkami, takže má vynikající tepelněizolační a hydroizolační vlastnosti.

## Kulturní dědictví
Soupis památek na Slovensku (díl III., S.261-262,1969) ji výslovně uvádí mezi objekty, které jsou hodnotným kulturním dědictvím.